# Erling Bøje
Erling Bøje Pedersen, (født 23. oktober 1945 i Vejlby) er tidligere en dansk i fodboldspiller og træner.
Bøje kom fra Middelfart til B.93 som 22-årig og var i perioden 1968-1977 midtbanespiller og fra 1971 anfører for holdet, hvor han opnåede 184 kampe og 21 mål. 
Bøje blev træner første gang i 1979, da han afløste John Sinding i B.93, han var da spillende 2. holdstræner. Han har siden det været træner i klubben i yderligere to perioder 1992-1994, 1998 og 2007. I 2005 kom han tilbage til klubben som sportschef. 
Han har derudover været træner i Greve, Roskilde, Glostrup IC, Ølstykke, Fredensborg BI og Herlev.
Erling Bøjes yngste søn, Casper Bøje har også været 1. holdsspiller i B.93.